# ローガン・ドリスコル
ローガン・ライリー・ドリスコル（Logan Rylee Driscoll, 1997年11月3日 - ）は、 アメリカ合衆国コロラド州コロラドスプリングス出身のプロ野球選手（捕手）。右投左打。現在は、フリーエージェント。

## 経歴

### プロ入りとパドレス傘下時代
2019年のMLBドラフト戦力均衡ラウンドB（全体73位）でサンディエゴ・パドレスから指名され、プロ入り。契約後、傘下のA-級トリシティ・ダストデビルズでプロデビュー。39試合に出場して打率.268、3本塁打、20打点を記録した。オフにはアリゾナ・フォールリーグに参加し、ピオリア・ハベリーナズに所属した。

### レイズ時代
2020年2月8日にエミリオ・パガンとのトレードで、マニュエル・マーゴットと共にタンパベイ・レイズへ移籍した。この年は新型コロナウイルスの影響でマイナーリーグの全試合が中止されたため、公式戦への出場はなかった。
2021年は傘下のルーキー級フロリダ・コンプレックスリーグ・レイズ、A級チャールストン・リバードッグス、A+級ボーリンググリーン・ホットロッズでプレーし、3チーム合計で57試合に出場して打率.295、6本塁打、28打点、2盗塁を記録した。
2022年はA+級ボーリンググリーンでプレーし、60試合に出場して打率.229、7本塁打、39打点、3盗塁を記録した。
2023年はAA級モンゴメリー・ビスケッツとAAA級ダーラム・ブルズでプレーし、2チーム合計で104試合に出場して打率.263、12本塁打、58打点、4盗塁を記録した。
2024年、マイナーでは主にAAA級ダーラムでプレーした。9月1日にメジャー契約を結んでアクティブ・ロースター入りし、3日のミネソタ・ツインズ戦にて「8番・捕手」で先発出場してメジャーデビュー（この試合での結果は3打数1安打1打点）。この年メジャーでは15試合に出場して打率.171、1本塁打、5打点を記録した。
2025年は開幕からマイナー・オプションでAAA級ダーラム・ブルズに配属され、3月28日に7日間の負傷者リスト（マイナー）、4月17日に60日間の負傷者リストに移行した。8月15日にボブ・シーモアの昇格に伴い、自由契約となった。

## 詳細情報

### 年度別打撃成績
| 年 度    | 球 団    | 試 合 | 打 席 | 打 数 | 得 点 | 安 打 | 二 塁 打 | 三 塁 打 | 本 塁 打 | 塁 打 | 打 点 | 盗 塁 | 盗 塁 死 | 犠 打 | 犠 飛 | 四 球 | 敬 遠 | 死 球 | 三 振 | 併 殺 打 | 打 率 | 出 塁 率 | 長 打 率 | O P S |
| -------- | -------- | ----- | ----- | ----- | ----- | ----- | -------- | -------- | -------- | ----- | ----- | ----- | -------- | ----- | ----- | ----- | ----- | ----- | ----- | -------- | ----- | -------- | -------- | ----- |
| 2024     | TB       | 15    | 37    | 35    | 2     | 6     | 0        | 0        | 1        | 9     | 5     | 0     | 0        | 0     | 1     | 1     | 0     | 0     | 6     | 0        | .171  | .189     | .257     | .446  |
| MLB：1年 | MLB：1年 | 15    | 37    | 35    | 2     | 6     | 0        | 0        | 1        | 9     | 5     | 0     | 0        | 0     | 1     | 1     | 0     | 0     | 6     | 0        | .171  | .189     | .257     | .446  |

- 2024年度シーズン終了時

### 年度別守備成績
| 年 度 | 球 団 | 捕手（C） | 捕手（C） | 捕手（C） | 捕手（C） | 捕手（C） | 捕手（C） | 捕手（C） | 捕手（C） | 捕手（C） | 捕手（C） | 捕手（C） |
| 年 度 | 球 団 | 試 合     | 刺 殺     | 補 殺     | 失 策     | 併 殺     | 守 備 率  | 捕 逸     | 企 図 数  | 許 盗 塁  | 盗 塁 刺  | 阻 止 率  |
| ----- | ----- | --------- | --------- | --------- | --------- | --------- | --------- | --------- | --------- | --------- | --------- | --------- |
| 2024  | TB    | 15        | 100       | 6         | 1         | 0         | .991      | 1         | 9         | 6         | 3         | .333      |
| MLB   | MLB   | 15        | 100       | 6         | 1         | 0         | .991      | 1         | 9         | 6         | 3         | .333      |

- 2024年度シーズン終了時

### 背番号
- 41（2024年）